# Bertembos
Het Bertembos is een natuurgebied in de Belgische gemeente Bertem. Het gebied is 210 hectare groot en is in beheer bij het Agentschap voor Natuur en Bos.. Er staat een beschermde hoeve: de Bertemboshoeve of Augustijnerhoeve, dat ooit behoorde tot de Augustinessen van de Priorij Terbank. Het bosgebied is Europees beschermd als onderdeel van het Natura 2000-gebied 'Valleien van de Dijle, Laan en IJse met aangrenzende bos- en moerasgebieden' (BE2400011).

## Beschrijving
Het bos bestaat voornamelijk uit zuur eikenbos met een rijke voorjaarsflora waarbij vooral de bosanemoon sterk aanwezig is. Verder zijn er ook beukendreven terug te vinden..
Het bos ligt op ijzerhoudend zand en omvat ook het hoogste punt van Bertem, namelijk 92,5 meter. Een bijzonderheid is het veelvuldig voorkomen van de zoete kers.
In het zogeheten Eikenbos, dat deel uitmaakt van het Bertembos, is een speelbos ingericht, 't Vossenhol genaamd. Dit speelbos is 5 ha groot.

## Flora
In het gebied komt onder andere de bosanemoon voor.